# Herbert G. Mayer
Herbert Georg Mayer (* 12. Dezember 1943; † 26. September 2022) war ein deutscher Informatiker, der für Intel an der Schnittstelle von Hardware und Software in Leitungsfunktionen arbeitete.

## Leben
Nach dem Abitur (1964) am Gymnasium am Moltkeplatz in Krefeld studierte er an der TU Berlin Mathematik, Physik, Elektronik, Informatik und arbeitete freiberuflich in der sich entwickelnden Computerbranche. Da sich die ihn interessierende Entwicklung vor allem in Kalifornien abspielte, wechselte er 1979 in die USA, wo er 1983 in Electrical Engineering and Computer Science an der  University of California, San Diego, einen Abschluss als Master of Science machte. Er blieb zunächst als Dozent für Computerwissenschaften an der Universität, ehe er 1987 von Intel mit dem Aufbau einer Arbeitsgruppe für die Gruppe Programmentwicklungsumgebung (Program Development Environment, PDE) für den Systolischen Array iWarp beauftragt wurde. Da er dies erfolgreich geleitet hatte, wurde ihm Aufbau und Leitung der Trainingsabteilung für iWarp übertragen. Parallel hierzu hat er extern an der TU Berlin in Informatik promoviert (Parallel execution enabled by refined source analysis : cost and benefits in a supercompiler, Dezember 1995). Bei Intel folgten Leitungsaufgaben der Supercomputer Systems Division sowie in der Systemvalidierung für den 82450NX Chipset. Von 2004 bis 2014 war er der Technische Leiter der PCEV Compatibility Validation (CV) für die Intelprozessoren Produktion in den USA und Mexiko und beaufsichtigte das Team der weltweit für Intel arbeitenden Planungsingenieure. War er vorher nur Lehrbeauftragter so unterrichtet er als Honorarprofessor der Portland State University (seit 2017 auch als Professor an der Universität in  Changchun, China). Er ist der Verfasser von Lehrbüchern zu Programmiersprachen.

## Publikationen
- H. Mayer: Parallel Execution Enabled by Refined Source Analysis: Cost and Benefits in a Supercompiler. R. Oldenbourg Verlag, München/Wien 1997, ISBN 3-486-24076-5.
- H. Mayer: Evolution of the Paragon Optimizing Compilers. Proceedings: Intel Supercomputer Users’ Group, San Diego, Juni 1994.
- H. Mayer: Advanced C on the IBM/PC, Text Book. McGraw-Hill, 1989, ISBN 0-8306-9163-4.
- H. Mayer: Programming in Modula-2, Text Book. MacMillan Publishing, New York 1988, ISBN 0-02-378160-2.
- H. Mayer: Programming Languages, Text Book. MacMillan Publishing, New York 1987, ISBN 0-02-378295-1.

| Personendaten    | Personendaten                                      |
| ---------------- | -------------------------------------------------- |
| NAME             | Mayer, Herbert G.                                  |
| ALTERNATIVNAMEN  | Mayer, Herbert Georg (vollständiger Name)          |
| KURZBESCHREIBUNG | deutscher Computerwissenschaftler und Informatiker |
| GEBURTSDATUM     | 12. Dezember 1943                                  |
| STERBEDATUM      | 26. September 2022                                 |